# Allen Van
Allen Alfred Van (* 30. März 1915 in Newport, Minnesota; † 27. August 1995 in Inver Grove Heights, Minnesota) war ein US-amerikanischer Eishockeyspieler.  

## Karriere
Allen Van besuchte die University of Minnesota, für deren Eishockeymannschaft er parallel zu seinem Studium spielte. Anschließend verbrachte er eine lange Karriere im Amateur-Eishockey. 

### International
Für die USA nahm Van an den Olympischen Winterspielen 1952 in Oslo teil, bei denen er mit seiner Mannschaft die Silbermedaille gewann.  

## Erfolge und Auszeichnungen
- 1952 Silbermedaille bei den Olympischen Winterspielen